# Pacto de Visegrado (1335)
El pacto de Visegrado (en húngaro: Visegrádi királytalálkozó; en polaco: Zjazdy w Wyszehradzie) fue un encuentro que tuvo lugar en Visegrado en 1335 cuando el rey Carlos Roberto de Hungría convocó a una reunión en el palacio de Visegrado (en húngaro: Visegrád) al rey Casimiro III de Polonia y al rey checo Juan I de Bohemia. El objetivo de dicho encuentro fue crear una alianza para practicar el comercio por las rutas comerciales que sorteasen Viena, donde los Habsburgo obilgaban al pago de tasas aduaneras a todas las mercancías que pasaran por el Danubio en dicha ciudad.
En el congreso también se reconoció la soberanía checa sobre el Ducado de Silesia, que la Corona de Polonia habían controlado de facto, y que los reyes checos sólo hacían de iure. Por su parte el rey checo Juan I de Bohemia renunciaba a la corona polaca en favor de Casimiro III a cambio de recibir 1.200.000 groschen de Praga. El ducado de Silesia se incorporó así a la Corona de Bohemia hasta que en 1742 en su mayor parte pasó a ser parte del reino de Prusia. Esa parte en 1945, después de la Segunda Guerra Mundial, pasó a depender de Polonia, mientras que la parte restante pasó a integrar Checoslovaquia, y ahora pertenece hoy a la República Checa.
Hubo un segundo encuentro en 1399, en el que se decidió quién sería el rey de Polonia.
El grupo de Visegrado, fundado en 1991 por Hungría, Polonia, Chequia y Eslovaquia, ha tomado este pacto como su referente histórico.